# Чёртов мост (БАМ)
Чёртов мост — полукруглый в плане виадук на Северомуйском обходе Байкало-Амурской магистрали, уникальное инженерно-техническое сооружение.
Был построен в 1986 году, но постоянное движение поездов началось в 1989 году. Проходит над рекой Итыкит. Высота до 35 метров. Расположен на характерных двухъярусных опорах, единственный в России мост такой конструкции. Немного[сколько?] раскачивается при прохождении по нему тяжёлых составов (с 2002 года таковые по мосту не ходят, а ходит только рабочий поезд; основное движение идёт по Северомуйскому тоннелю). Мост пользуется недоброй славой у машинистов, опасающихся проезжать по мосту (ходят слухи, что машинисты и сейчас крестятся перед въездом на него). Считается одним из красивейших мест на БАМе, привлекает немало самодеятельных[уточнить] туристов.

## Происшествия
1 декабря 2023 года, по данным украинских СМИ, во время движения поезда по мосту сработала заложенная в него взрывчатка. От взрыва загорелись шесть цистерн, к тушению пожара привлекли пожарный состав. Подрыв стал вторым этапом операции СБУ для выведения из строя железной дороги, которую ВС РФ используют для переброски войск и техники, после взрыва в Северомуйском тоннеле и переноса движения на Чёртов мост. По сообщениям русскоязычного интернет-издания Медуза, БАМ является основным транспортным путем между Россией и Китаем и используется для военных поставок в ходе войны России с Украиной.

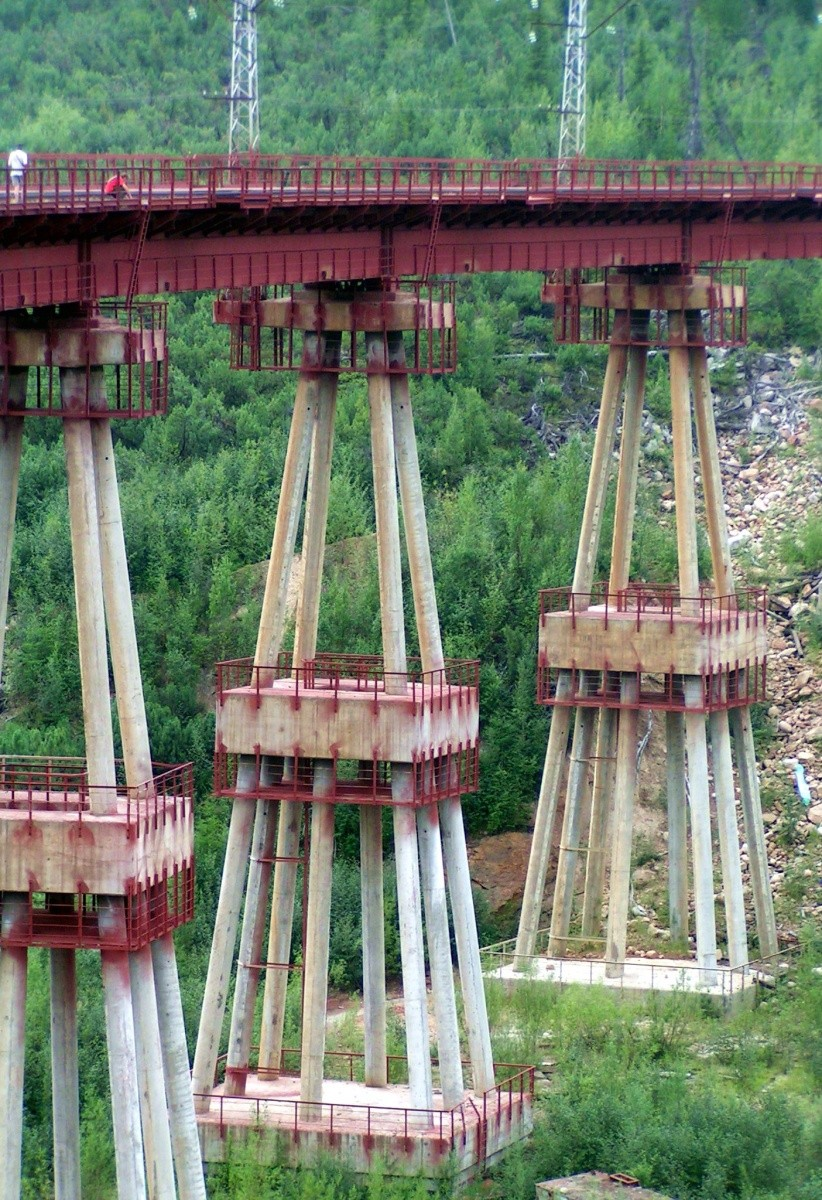
Опоры моста

7 декабря 2023 года, по сообщениям ФСБ России, был задержан подозреваемый.